# George Robert (organist)
George Robert, de geboorteakte vermeldt George Rubbert, (Haarlem, 23 februari 1890 - Haarlem, 23 juli 1971) was een Nederlandse musicus, Haarlems (stads)organist van de Grote of Sint-Bavokerk en het Haarlemse Concertgebouw en oratoriumdirigent.

## Biografie
George Robert (uit te spreken op Franse wijze als Robèrt) was de jongste zoon van musicus Willem Robert sr. en Hendrika Antoinetta Brouwer. Broers Louis Robert en Willem Robert jr. werden eveneens beroepsmusici. Zelf trouwde George Robert met Anna Maria Helena Fleumer, na haar overlijden hertrouwde hij met Elisabeth M. van der Es.
Het zag er in eerste instantie niet naar uit dat hij in de muziekwereld zijn brood zou verdienen Hij bezocht aanvankelijk de Kunstnijverheidsschool te Haarlem en de Rijksnormaalschool voor Teekenonderwijzers te Amsterdam. Hierna behaalde hij in 2 jaar tijd - in 1918 - het einddiploma voor orgel aan het Amsterdams Conservatorium bij Jean-Baptiste de Pauw.
In 1922 volgde George zijn broer Louis Robert op als stadsorganist in dienst van de gemeente Haarlem. In deze functie is hij tot 1955 werkzaam geweest, zijn 34 jaar als stadsorganist leverde hem in dat jaar een benoeming op tot ridder in de Orde van Oranje-Nassau. Op het door Christian Müller gebouwde hoofdorgel van de Grote of Sint-Bavokerk in Haarlem verzorgde hij geregeld concerten. Nadat het Cavaillé-Coll-concertorgel op instigatie van zijn broer Louis van het Paleis voor Volksvlijt naar het Haarlemse Concertgebouw was verplaatst, nam stadsorganist George Robert het in 1924 in gebruik. Ook op dit instrument gaf hij regelmatig concerten.

## Dirigent
Als dirigent voerde hij zowel klassieke als moderne werken uit. Hij leidde
- van 1923 tot 1966: Haarlemse Christelijke Oratorium Vereniging
- van 1946 tot 1955: Heemsteedse Christelijke Oratorium Vereniging
- van 1956 tot 1958: Haarlems Bach Ensemble[2]